# Oughterard
Oughterard (irl. Uachtar Ard) - małe miasteczko w Irlandii, w hrabstwie Galway (prowincja Connacht), położone nad Jeziorem Corrib w odległości 26 km od Galway. Oughterard nazywane jest "Bramą do Connemara".
Miasteczko to znajduje się w tak zwanym obszarze Gaeltacht (region w którym spora liczba mieszkańców posługuje się językiem gaelickim).